# Bastos
Bastos es un municipio brasileño del estado de São Paulo. Se localiza a una latitud 21º55'19" sur y a una longitud 50º44'02" oeste, estando a una altitud de 445 metros. Su población estimada en 2004 era de 21.343 habitantes.
Posee un área de 170,454 km².

## Historia

### Eponimia
El nombre del municipio se originó de la Hacienda Bastos, propiedad de Henrique Bastos. Y fue en esas mismas tierras que se fundó el municipio, el 18 de junio de 1928, por Senjiro Hatanaka, enviado por el gobierno japonés para procurar tierras para recibir a los inmigrantes japoneses.

## Geografía

### Clima
El clima de Bastos puede ser clasificado como clima tropical de sabana (Aw), de acuerdo con la clasificación climática de Köppen.

### Demografía
Datos del Censo - 2000
Población Total: 30.588
- Urbana: 26.040
- Rural: 3.548
- Hombres: 10.445
- Mujeres: 15.746

Densidad demográfica (hab./km²): 120,82
Mortalidad infantil hasta 1 año (por mil): 8,78
Expectativa de vida (años): 75,55
Tasa de fertilidad (hijos por mujer): 2,06
Tasa de Alfabetización: 90,20%
Índice de Desarrollo Humano (IDH-M): 0,798
- IDH-M Salario: 0,693
- IDH-M Longevidad: 0,843
- IDH-M Educación: 0,859

(Fuente: IPEAFecha)

### Hidrografía
- Río del Pescado
- Arroyo Copaíba

### Carreteras
- SP-457
- SP-294

## Religión
El Cristianismo está presente en la ciudad de la siguiente manera:

### Iglesia Católica
La iglesia católica del municipio forma parte de la Diócesis de Marília.

### Iglesia Protestante
En la ciudad están presentes las más diversas creencias evangélicas, principalmente pentecostales, incluidas las Asambleas de Dios de Brasil (la iglesia evangélica más grande del país), Congregación Cristiana, entre otras. Estas denominaciones están creciendo cada vez más en todo Brasil.